# Strohgelbes Knabenkraut
Das Strohgelbe Knabenkraut (Dactylorhiza ochroleuca) gehört zur Gattung Knabenkräuter (Dactylorhiza) in der Familie der Orchideen (Orchidaceae). Der taxonomische Rang ist umstritten. Von manchen Botanikern wird die Pflanze als eine Unterart Dactylorhiza incarnata subsp. ochroleuca des Fleischfarbenen Knabenkrauts betrachtet.

## Beschreibung

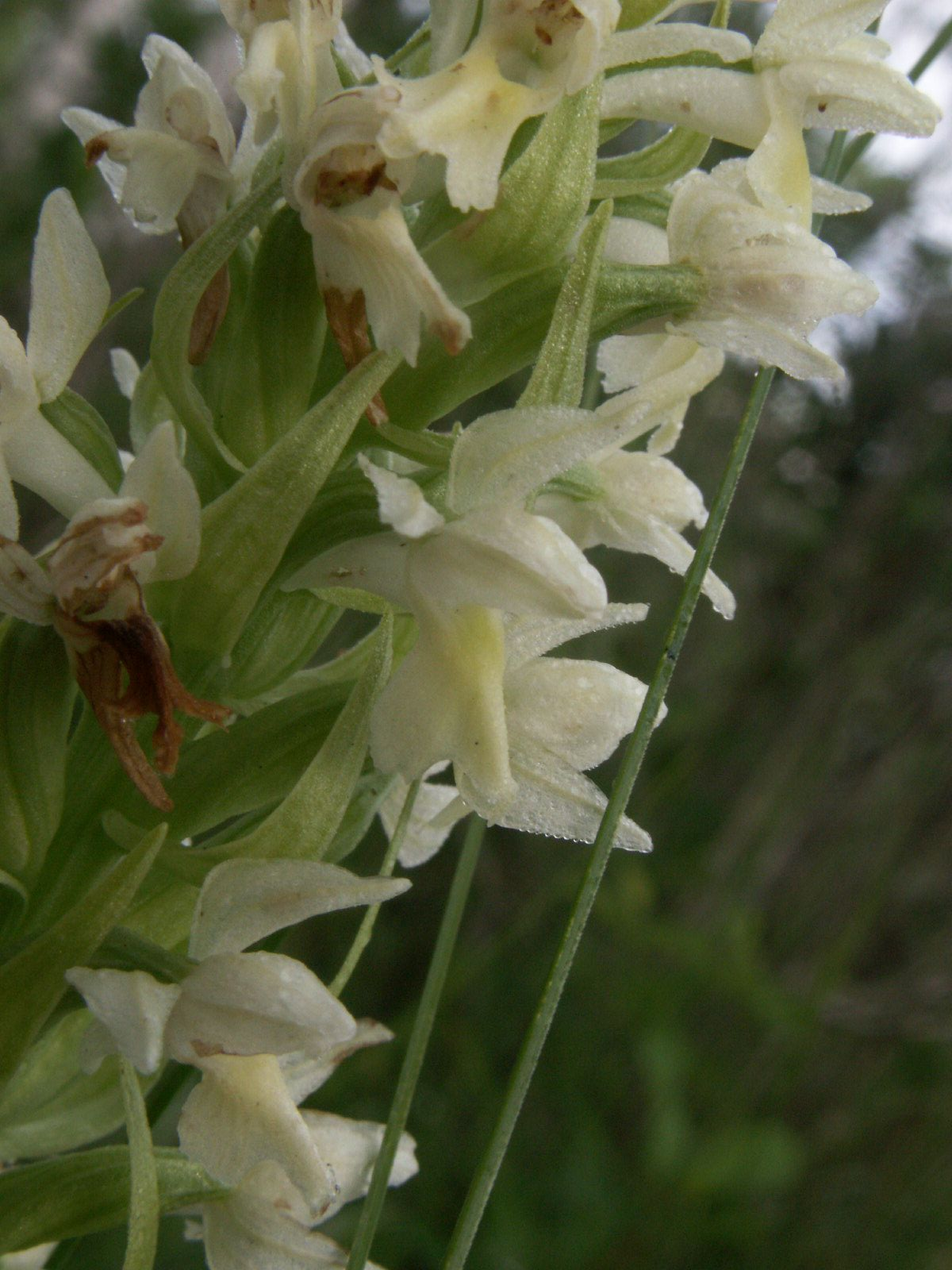
Blütendetail, gut erkennbar die dunklere Färbung am Lippenansatz

Das Strohgelbe Knabenkraut ist eine ausdauernde krautige Pflanze, die Wuchshöhen von 20 bis 60 Zentimetern erreicht. Die Laubblätter sind zumeist aufragend, seltener zurückgebogen, lanzettlich, hellgrün und immer ungefleckt.
Der dichte Blütenstand mit bis zu 80 Blüten ist bis 20 cm lang. Die Tragblätter sind länger als die Blüten. Die Blüten sind ohne Musterung, weißlich gelb mit einer etwas dunkleren gelb bis grünlichen Verfärbung am Ansatz der Lippe (Labellum). Die seitlichen Kelchblätter (Sepalen) sind seitwärts aufgerichtet. Die Kronblätter (Petalen) neigen sich zu einem Helm zusammen.
Die Blütezeit liegt zwischen Mai und Juli.
Die Chromosomenzahl beträgt 2n = 40.

## Verbreitung und Vorkommen
Die Pflanze ist in Europa von England bis zur Ukraine verbreitet. In Russland beispielsweise im Südural. Sie kommt vor in den Ländern Großbritannien, Irland, Schweden, Frankreich, Deutschland, Schweiz, Österreich und im Baltikum.
Sie ist selten und wächst in Feuchtwiesen und Flachmooren mit basischen Böden. Nach Baumann und Künkele hat diese Unterart in den Alpenländern folgende Höhengrenzen: Deutschland 38–850 Meter, Frankreich 450–570 Meter, Schweiz 380–540 Meter, Liechtenstein 440–490 Meter, Österreich 180–500 Meter. In Europa steigt sie von 2 bis 850 Meter auf.

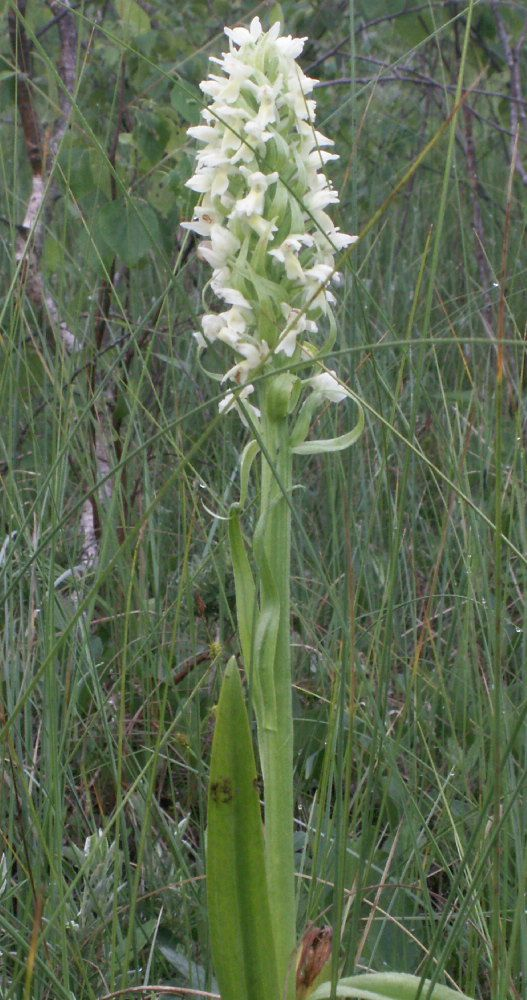
Habitus, hier in einem Kalkflachmoor in Litauen

## Taxonomie
Dactylorhiza incarnata subsp. ochroleuca (Wüstnei ex Boll) P.F.Hunt & Summerh. hat die Synonyme: Dactylorhiza ochroleuca (Wüstnei ex Boll) Holub, Orchis incarnata subsp. ochroleuca (Wüstnei ex Boll) O.Schwarz, Orchis incarnata var. ochroleuca Wüstnei ex Boll, Orchis incarnata var. straminea Rchb.f.